# Adolfo García Alonso
Adolfo García Alonso (Coronel Dorrego, Buenos Aires, Argentina, 3 de octubre de 1915-Ponferrada, León, España, 24 de mayo de 1998) fue un futbolista argentino nacionalizado español que jugaba como delantero. Militó en equipos de la Primera División de España como el Real Gijón y el Hércules C. F.

## Trayectoria
Adolfo fue un futbolista argentino con una trayectoria en equipos españoles como la S. D. Ponferradina, el R. C. Deportivo de La Coruña, el Real Gijón, el Hércules C. F. o el Club Deportivo Antequerano, entre otros.
En la temporada 1943-44, cuando militaba en el Sporting, jugó veintiún encuentros en los que logró anotar ocho goles, alzándose los gijoneses con el campeonato de Liga y el consiguiente ascenso a Primera División. Al finalizar su etapa en el club asturiano se marchó al Hércules. Tras su retirada se afincó en Ponferrada, donde ejerció como enfermero.

## Clubes
| Club                         | País   | Año       |
| ---------------------------- | ------ | --------- |
| S. D. Ponferradina           | España | 1932-1933 |
| R. C. Deportivo de La Coruña | España | 1933-1943 |
| Real Gijón                   | España | 1943-1945 |
| Hércules C. F.               | España | 1945-1946 |
| S. D. Ponferradina           | España | 1946-1947 |
| Club Deportivo Antequerano   | España | 1947-1948 |
| S. D. Ponferradina           | España | 1950-1952 |

## Palmarés
| Título           | Club                   | País   | Año  |
| ---------------- | ---------------------- | ------ | ---- |
| Segunda División | Real Sporting de Gijón | España | 1944 |